# 쉬안우먼 천주당

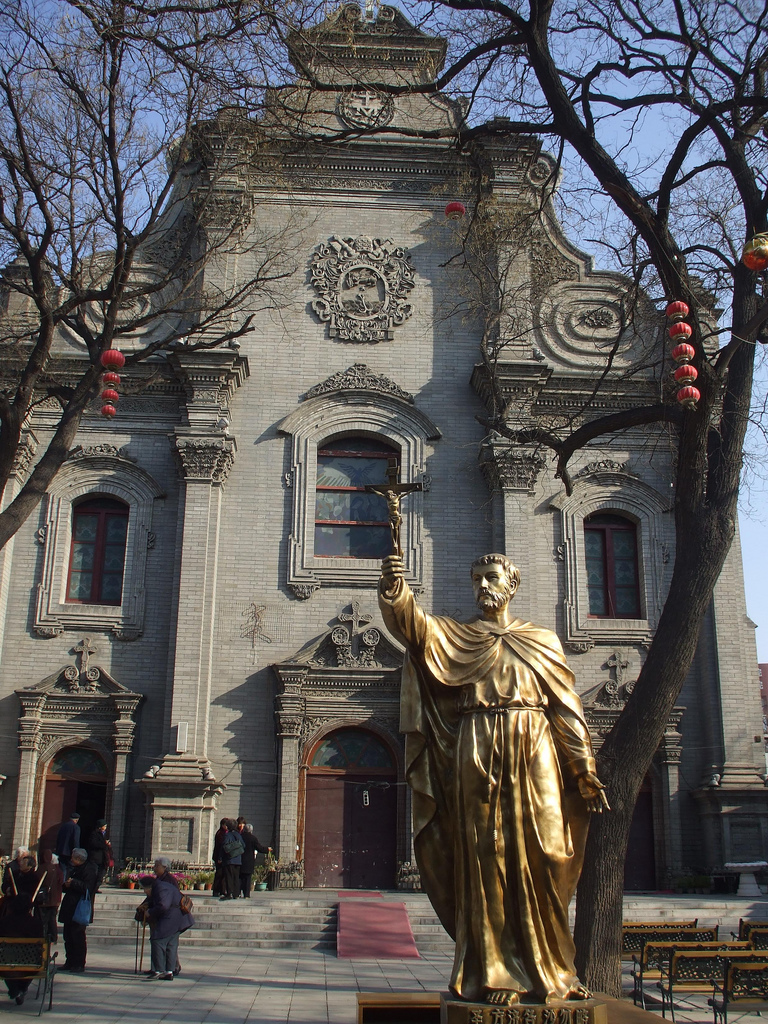
쉬안우먼 천주당

쉬안우먼 성당(중국어: 宣武门天主堂, 병음: Xuānwǔmén Tiānzhǔtáng)은 중화인민공화국 베이징시 시청구에 있는 가톨릭 성당이다.
1605년에 세워졌으며 베이징에서 가장 오래된 가톨릭 교회으로, 현재 바로크 양식의 건물은 1904년에 지어졌다.